# سیارک ۵۵۱۶
سیارک ۵۵۱۶ (به انگلیسی: 5516 Jawilliamson، نامگذاری:1989JK) پنج هزار و پانصد و شانزدهمین سیارک کشف شده‌است که در ۲ مه ۱۹۸۹ کشف شد.
قدر مطلق سیارک برابر ۱۲٫۹۰ است.